# 베드포드만

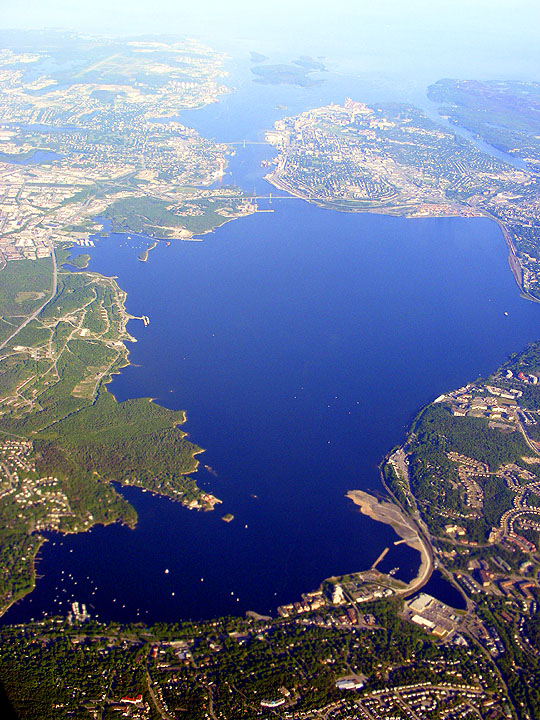
남쪽에서 바라본 베드포드 만의 항공사진.

베드포드 만(영어: Bedford Basin)은 캐나다 대서양 해안의 핼리팩스 항구 북서부 끝에 위치한 대형 폐쇄형 만이다. 이 만의 이름은 제4대 베드포드 공작 존 러셀에게 경의를 표하기 위해 지어졌다.

## 지리
지리적으로, 이 만은 핼리팩스 내의 북서쪽에서 남동쪽으로 이어져 있는 형태이며, 약 8km 길이에 5km 너비로 추정되고 대부분의 해발 고도는 30~60m이고 평균 해발 고도는 160m 정도의 낮은 언덕으로 둘러싸여 있다.
이 만의 일부 지역은 수십 m 깊이에서 많게는 매우 깊은 지역이 존재한다. 만 바닥에 있는 진흙들은 닻을 보호하는 역할을 한다. 만의 지질학적 역사를 추적한 결과, 위스콘신 빙하 작용으로 인해 선사 시대 새크빌 강과 함께 형성된 것이 확인되었다.
이 만은 다음과 같은 하위 만으로 나뉘어 있다.
- 북서부 끝에 위치한 베드포드 만.
- 서부 해안에 위치한 버지 만.
- 남서부 끝에 위치한 페어뷰 만.
- 동부 해안에 위치한 와이츠 만.

만의 이름을 딴 만 베드포드는 만 북서부에 위치해 있으며, 다트머스는 동부 해안에 위치해 있고 록킹햄은 서부 해안 대부분에 위치해 있다. 아프리스빌 공원은 만 아래 부분 남부 해안 근처에 자리잡고 있다.